# Hieorhij Kandracjeu
Hieorhij Kandracjeu (biał. Георгій Кандрацьеў, ros. Георгий Петрович Кондратьев, Gieorgij Pietrowicz Kondratjew; ur. 7 stycznia 1960 w miejscowości Lubinicze, w obwodzie witebskim, ZSRR) – białoruski piłkarz, grający na pozycji napastnika, trener piłkarski, reprezentant Związku Radzieckiego.

## Kariera piłkarska

### Kariera klubowa
Rozpoczął karierę piłkarską w drużynie Dźwina Witebsk, skąd w 1980 przeszedł do Dynama Mińsk, z którym w 1982 został mistrzem ZSRR. Występował też w zespołach Czornomoreć Odessa, Lokomotiw Moskwa, SKN St. Pölten, Metalurh Mołodeczno, Temp Szepietówka, Wismut Gera, KaIK Kaskinen oraz Sławija Mozyrz. Ostatnim klubem był Maccabi Hajfa, w którym zakończył karierę piłkarską w 1999.

## Kariera reprezentacyjna
10 października 1984 zadebiutował w radzieckiej reprezentacji w rozgrywkach kwalifikacyjnych Mistrzostw Świata w spotkaniu z Norwegią zremisowanym 1:1. Łącznie zaliczył 14 gier reprezentacyjnych, strzelił 4 bramki.

### Kariera trenerska
Po zakończeniu kariery piłkarskiej w 2003 ukończył Wyższą Szkołę Trenerską. Pomagał prowadzić Dynama Mińsk. Następnie trenował FK Mołodeczno, Lakamatyu Witebsk oraz FK Smorgonie. Oprócz tego, od 2006 pomagał trenować młodzieżową reprezentację Białorusi. Od 2009 główny trener młodzieżówki.
8 grudnia 2011 został selekcjonerem reprezentacji Białorusi zmieniając zwolnionego po nieudanych eliminacjach do Euro 2012 Niemca Bernda Sztange. Na stanowisku tym pozostawał do 13 października 2014, kiedy to jego kontrakt rozwiązano za porozumieniem stron.

## Nagrody i odznaczenia
- Zdobywca Pucharu Federacji ZSRR w piłce nożnej 1990[2].
- Posiada tytuł Mistrza Sportu ZSRR.
- Jest członkiem klubu Grigorija Fedotowa - 115 goli.